# Pupalia
Pupalia é um género botânico pertencente à família Amaranthaceae.

## Espécies
- Pupalia alopecurus
- Pupalia atropurpurea
- Pupalia densiflora
- Pupalia globosa
- Pupalia grandiflora
- Pupalia holosericea
- Pupalia lappacea
  - Pupalia lappacea var. argyrophylla
  - Pupalia lappacea var. glabrescens
  - Pupalia lappacea var. lappacea
  - Pupalia lappacea var. velutina
- Pupalia micrantha
- Pupalia natalensis
- Pupalia orthacantha
- Pupalia prostrata
- Pupalia remotiflora
- Pupalia sordida
- Pupalia subfusca
- Pupalia velutina